# OnePlus 3
Das OnePlus 3 (auch OnePlus Three; abgekürzt OP3) ist ein von OnePlus hergestelltes Smartphone. Es wurde am 14. Juni 2016 als Nachfolger des OnePlus 2 vorgestellt. Im November 2016 wurde das leicht verbesserte Nachfolgemodell OnePlus 3T vorgestellt.

## Vertrieb
Das Gerät war das erste Modell von OnePlus, welches ohne das bisher verwendete Einladungssystem (über Invites) direkt über die Website des Herstellers bestellt werden konnte. Der Vertrieb wurde inzwischen zugunsten des OnePlus 3T eingestellt.
Die Preise für das Modell 3T betrugen 439 € (64 GB) bzw. 479 € (128 GB).
Am 25. Mai 2017 wurde in einem Forumsbeitrag das Produktionsende aller Varianten des Modells 3T zu Gunsten des Nachfolgemodells OnePlus 5 verkündet. Dieses wurde am 20. Juni 2017 vorgestellt. Zeitgleich wurde der Vertrieb des OnePlus 3T über die Webseite des Herstellers eingestellt.

## Design und Technik

### OnePlus3
Das Design des OnePlus 3 ist im Vergleich zum OnePlus 2 durch ein geringeres Gewicht und eine deutlich geringere Tiefe gekennzeichnet. Es besteht aus einem Unibody-Gehäuse aus Aluminium und besitzt keine abnehmbare Rückseite mehr. Die Kamera steht deutlich von der Rückseite hervor, und der 3,5-mm-Kopfhöreranschluss ist von der Ober- an die Unterseite des Gerätes gewandert. Das Display behält Größe und Auflösung bei, es handelt sich nun jedoch um ein AMOLED-Display mit einer PenTile-Anordnung der Subpixel. Im Unterschied zum OnePlus 2 wird auch wieder ein NFC-Chip verbaut. Zum Veröffentlichungstermin stand nur die Farbe „Graphite“, ein dezenter Grauton zur Verfügung. Es wurde aber gleichzeitig eine weitere Farbvariante, „Soft Gold“, angekündigt, welche seit dem zweiten Software-Update (OxygenOS 3.2.2) auch verfügbar ist.

### Schnellladung
Im Gegensatz zum OnePlus 2 ist das 3 schnellladefähig. Über die proprietäre USB-Ladeschnittstelle VOOC von Oppo Electronics, von OnePlus als englisch Dash Charge, bezeichnet, kann das Gerät innerhalb von 30 Minuten auf 63 % geladen werden. Dies funktioniert jedoch nur mit dem mitgelieferten Kabel und Netzteil, da in diesem die Schnellladefunktion eingebaut ist.

### Software
Das OnePlus 3 wurde mit OxygenOS 3.1.1 (basierend auf Android 6.0.1), einem von OnePlus entwickelten Android-Derivat, ausgeliefert. Ende Dezember 2016 war die Version 4.0 von OxygenOS verfügbar, die auf Android 7.0 „Nougat“ basierte. Seit Juni 2017 war Version 4.1.6 verfügbar, welche auf Android 7.1.1 basierte. Im November 2017 veröffentlichte OnePlus Version 5.0, welche auf Android 8.0.0 basiert.
Im August 2018 wurde ein Update auf Android 9 „Pie“ für die Modelle OnePlus 3 und OnePlus 3T angekündigt. Am 22. Mai 2019 hat OnePlus schließlich das Ausrollen des Over-the-Air-Updates auf OxygenOS 9.0.2 (basierend auf Android 9.0.0) für beide Geräte gestartet.

### Alternative Software für das Oneplus 3
Für das Oneplus 3 gibt es eine ganze Reihe von Custom-Roms.
(unvollständige Liste)
- /e/[11]
- Paranoid Android
- LineageOS/CyanogenMod
- LineageOS for microG[12] (Kommt ohne die proprietären Google-Bibliotheken aus)
- AquariOS
- DirtyUnicorns
- Resurrection Remix
- MoKee
- ColtOS[13]
- AICP
- XOSP
- Bliss ROM
- NucleaROM
- FreedomOS
- Pure Fusion OS[14]
- OmniROM[15]
- SlimRom[16]
- ExperienceOS[17]
- Ubuntu Touch

## OnePlus3T
Wesentliche Verbesserungen gegenüber dem Vorgängermodell sind der schnellere Prozessor (Qualcomm Snapdragon 821 statt Qualcomm Snapdragon 820), der größere Akku (3.400 mAh statt 3.000 mAh) sowie eine bessere Frontkamera (16 MP statt 8 MP). Zusätzlich wurde ein 128 GB Speicher-Modell (bisher nur 64 GB) eingeführt, welches jedoch nur in der ebenfalls neuen Farbe „Gunmetal“ erhältlich ist. Das Gehäuse sowie die Abmessungen wurden unverändert vom Vorgänger übernommen. Deutlich erhöht haben sich jedoch die SAR-Werte, die nunmehr mit 0,893 W/kg (Head) und 1,254 W/kg (Body) angegeben werden. Grund für ein Nachfolgemodell nach bereits einem halben Jahr war die schlechte Verfügbarkeit einiger Bauteile des OnePlus 3.

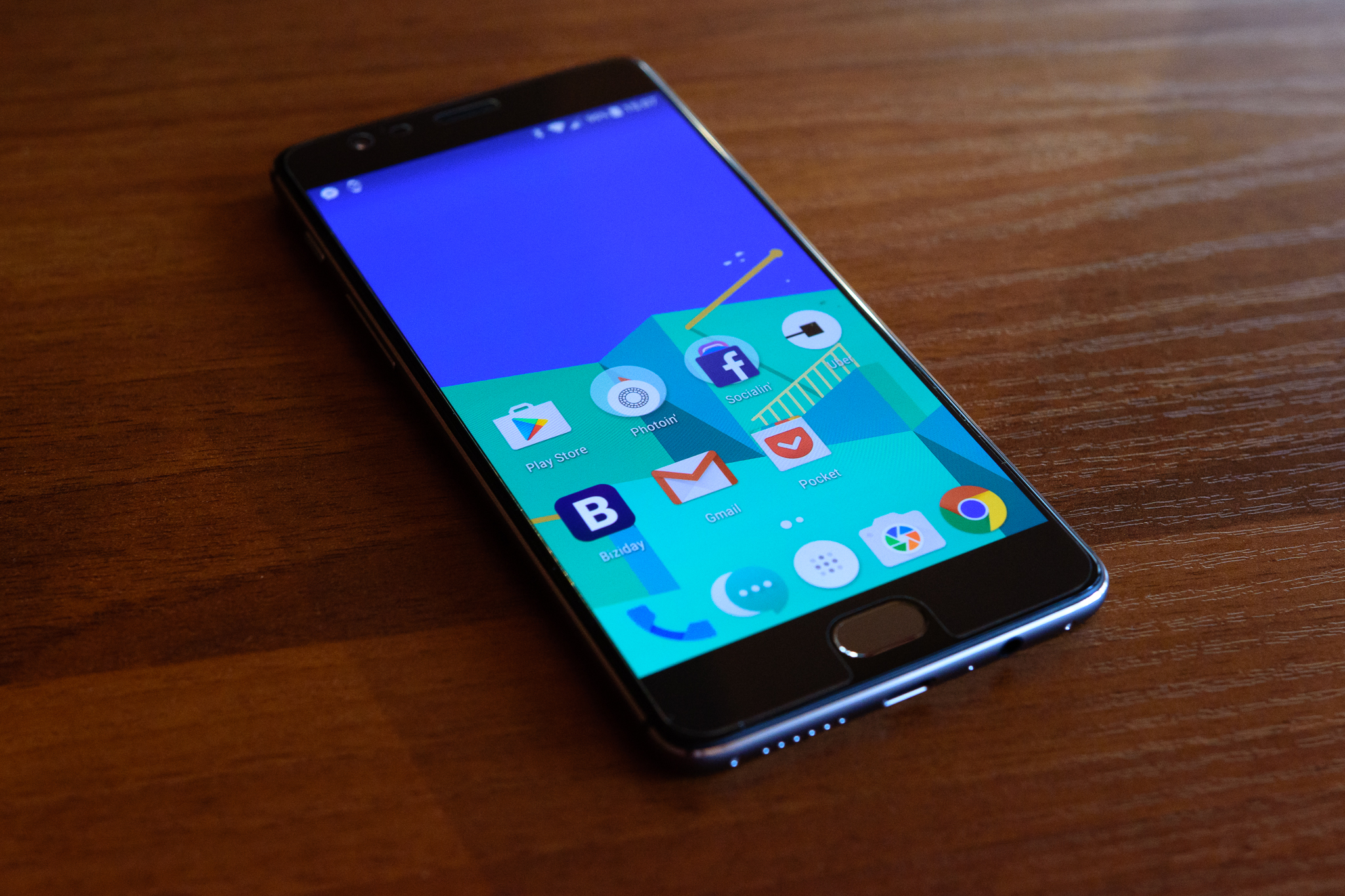
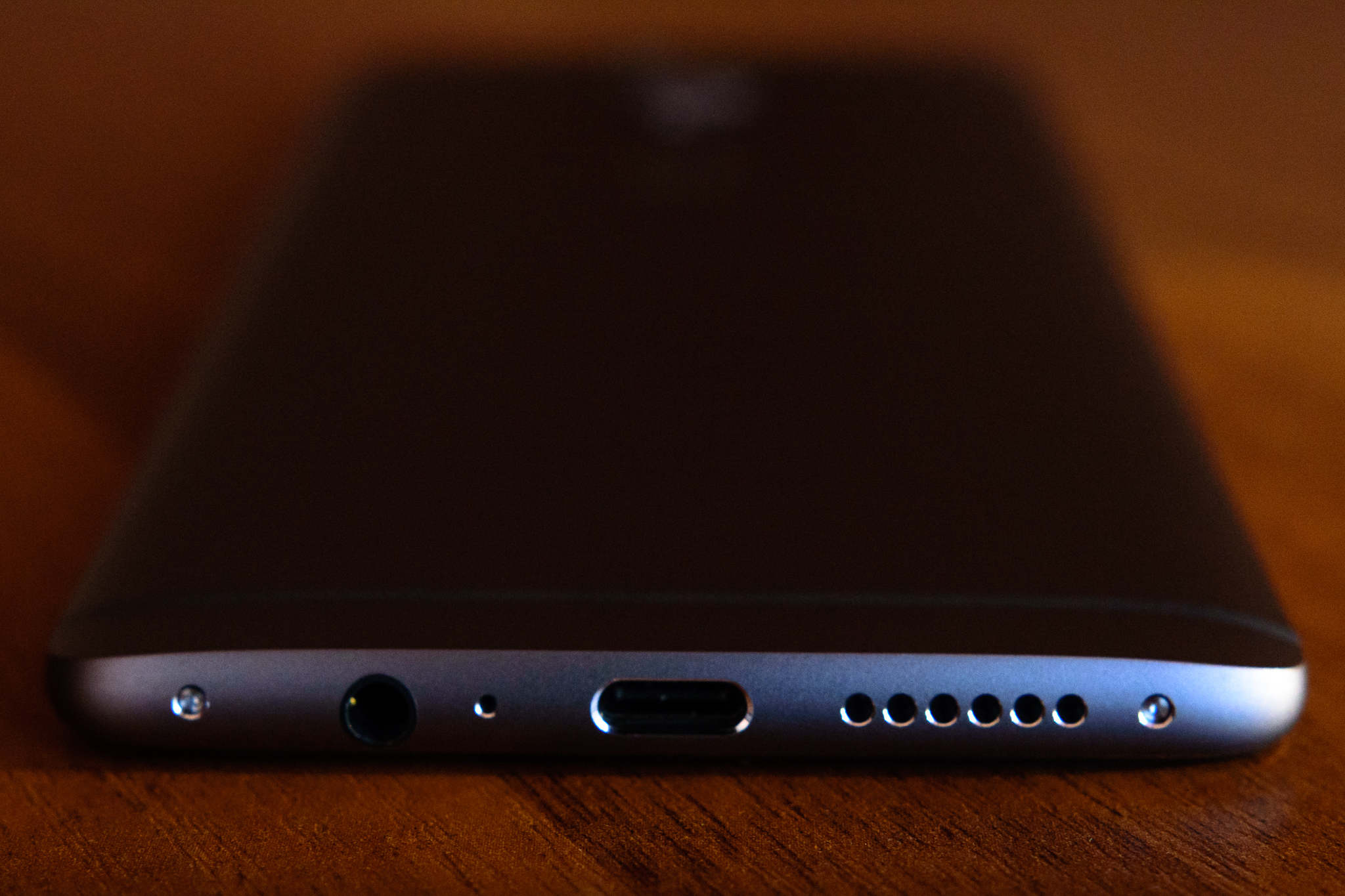
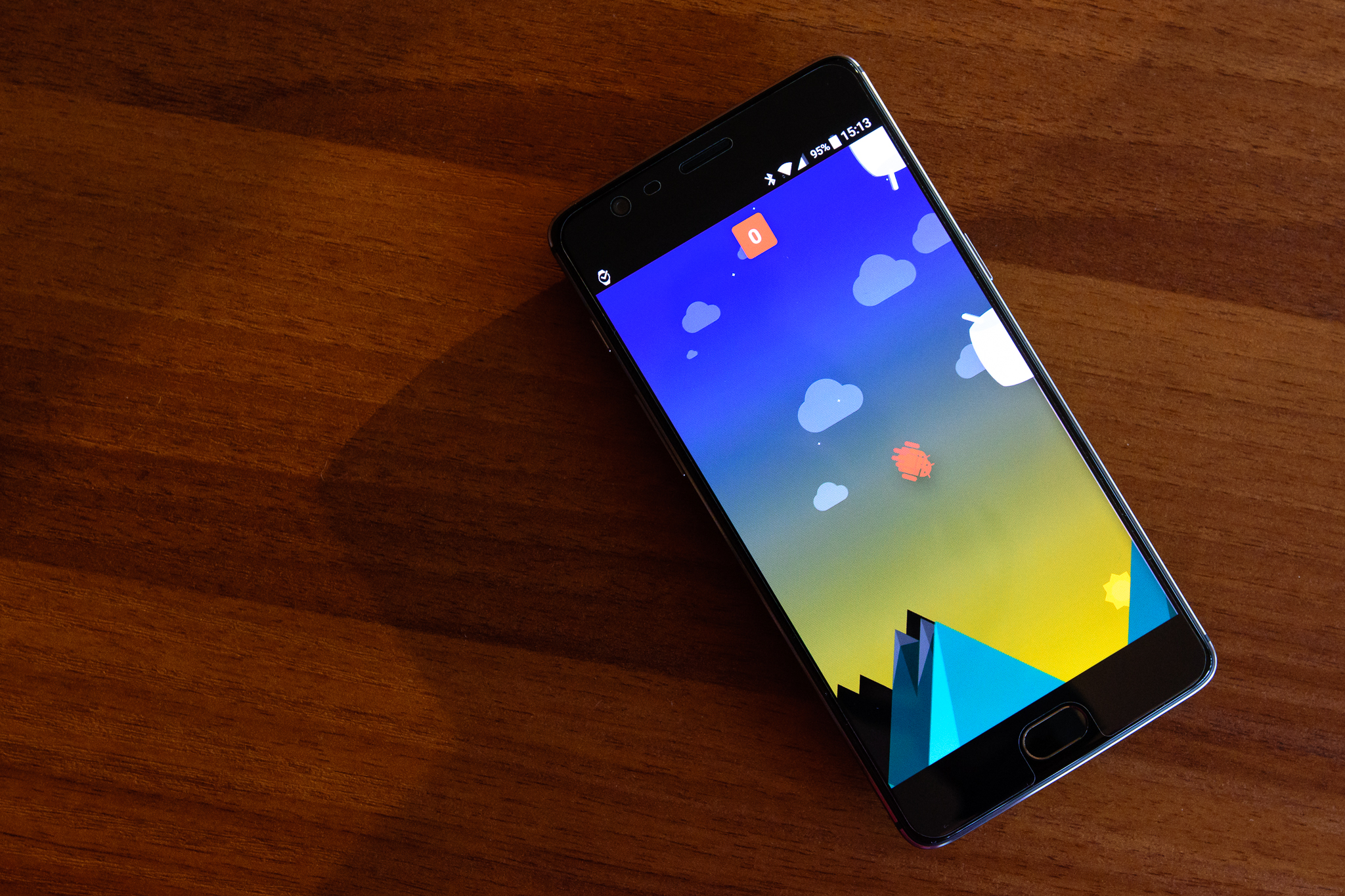
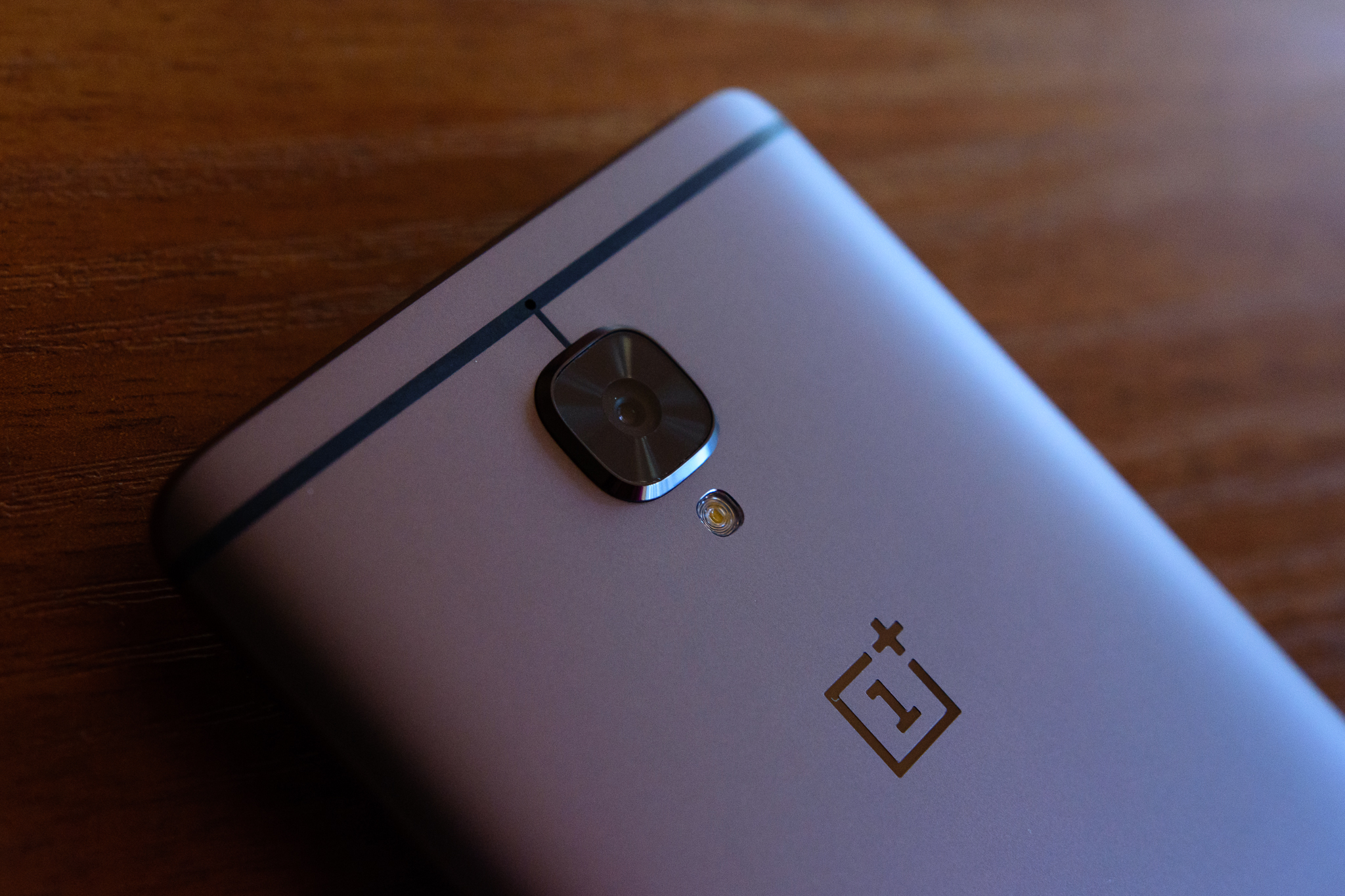

## Rezeption
Das OnePlus 3/3T wurde von der Kritik und den Kunden positiv aufgenommen und auf Grund seiner technischen Daten und seiner Verarbeitung vielfach zu den besten Geräten des Jahres 2016 gezählt. Insbesondere das Preis-Leistungs-Verhältnis wurde lobend hervorgehoben.

## Trivia
Im März 2017 wurde in Kooperation mit dem französischen Designer-Label Colette eine spezielle Variante des 3T angeboten. Es handelte sich hierbei um ein auf 250 Einheiten limitiertes Sondermodell mit 128 GB Speicher in der Farbe Midnight Black, welches mit einem Colette-Logo an der Unterseite versehen war. Dieses Modell war nur am 21. März 2017 in Paris direkt im Colette-Store erhältlich, der Preis betrug reguläre 479 €. Aufgrund der unerwartet großen Nachfrage wurde im Anschluss eine nochmals limitierte Charge des 128GB Modells in "midnight black" ohne Colette-Schriftzug im regulären OnePlus Online-Shop angeboten, welche in kürzester Zeit ausverkauft war.